# The Silent Lady
The Silent Lady er en amerikansk stumfilm fra 1917 af Elsie Jane Wilson.

## Medvirkende
- Gretchen Lederer som Miss Summerville
- Zoe Rae som lille Kate
- Winter Hall som Philemon
- Harry Holden som Peter
- J. Edwin Brown som Bartholomew